# نبوکدنصر سوم
نبوکدنصر سوم (به انگلیسی: Nebuchadnezzar III) در بابل حکومت می‌کرد و ادعا می‌کرد که پسر دوم نبونعید است.

## قیام نبوکدنصر
او شورشی علیه داریوش بزرگ برای بازپس‌گیری سرزمینی که توسط کوروش بزرگ تصرف شده‌بود، به‌راه انداخت. او طی نبردی در ۱۳ دسامبر ۵۲۲ پیش از میلاد، از ارتش داریوش بزرگ شکست‌خورد و به‌سوی پایتخت خود فرار کرد.